# Kees Kievit
Cornelis Marinus Kievit –conocido como Kees Kievit– (Best, 5 de junio de 1931-Waalre, 29 de julio de 2020) fue un deportista neerlandés que compitió en natación. Ganó una medalla de plata en el Campeonato Europeo de Natación de 1950 en la prueba de 100 m espalda.

## Palmarés internacional
| Campeonato Europeo | Campeonato Europeo | Campeonato Europeo | Campeonato Europeo |
| Año                | Lugar              | Medalla            | Prueba             |
| ------------------ | ------------------ | ------------------ | ------------------ |
| 1950               | Viena (Austria)    | Medalla de plata   | 100 m espalda      |